# Ústredňa Židov
L'Ústredňa Židov (ÚŽ, « Centrale juive ») était le Judenrat de Bratislava, imposé à la communauté juive de la République slovaque dominée par les forces de l'Axe pour y instaurer les politiques nazies conduisant à la Shoah en Slovaquie. L'ÚŽ est constituée sur avis du fonctionnaire Schutzstaffel Dieter Wisliceny. Le premier dirigeant de l'ÚŽ, Heinrich Schwartz, est congédié après avoir refusé sa coopération face aux exigences des nazis. Il est remplacé par Arpad Sebestyen (en), qui se montre inefficace. Le Département des Affaires spéciales, collaborationniste, dirigé par Karol Hochberg (en), aide les autorités à confisquer les biens des Juifs et à recueillir des informations qui ont permis d'arrêter et de déporter des victimes juives. Néanmoins, la majorité des membres de l'ÚŽ s'emploie à favoriser l'émigration et à améliorer le quotidien des Juifs restés en Slovaquie, même si ces efforts sont entravés par les ressources de plus en plus réduites de la communauté. L'ÚŽ a tenté de résister aux déportations par la corruption de fonctionnaires slovaques ; elle a proposé des formations de requalification aux Juifs congédiés de leur emploi et tâché d'améliorer le sort des camps de travail pour les Juifs de Slovaquie. Sous la protection de l'ÚŽ fonctionnait une organisation clandestine : le Groupe de travail, qui a pris les commandes de la Centrale en décembre 1941. Depuis sa création en 1942, le Groupe de travail utilise l'ÚŽ comme couverture pour ses opérations illégales de sauvetage. Après l'invasion allemande de la Slovaquie en août 1944, l'ÚŽ est démantelée et beaucoup de ses membres sont arrêtés et déportés dans les camps de concentration.